# Лаврівська (Полонська) волость
Лаврівська волость — історична адміністративно-територіальна одиниця Луцького повіту Волинської губернії Російської імперії. Волосний центр — село Лаврів. Наприкінці ХІХ ст. волосний центр було перенесено у село Полонка, волость перейменовано на Полонківську без змін меж.
Станом на 1885 рік складалася з 19 поселень об'єднаних у 12 сільських громад. Населення — 6707 осіб (3396 чоловічої статі та 3311 — жіночої), 671 дворових господарств.
Основні поселення волості:
- Лаврів — колишнє власницьке село за 18 верст від повітового міста; волосне правління; 1004 особи, 111 дворів, 2 православних церкви, школа, 2 постоялих будинки, кузня.
- Баїв — колишнє власницьке село при річці Чорногузка, 215 осіб, 24 двори, православна церква.
- Гірко-Полонка — колишнє власницьке село при річці Полонка, 270 осіб, 34 двори, православна церква, постоялий будинок, водяний млин.
- Луциці — колишнє власницьке село при річці Стир, 151 особа, 19 дворів, православна церква, водяний млин.
- Мстишин — колишнє власницьке село при річці Стир, 232 особи, 29 дворів, православна церква, постоялий будинок, водяний млин.
- Новостав — колишнє власницьке село при річці Стир, 150 осіб, 26 дворів, каплиця.
- Оздів — колишнє власницьке село при річці Полонка, 360 осіб, 38 дворів, православна церква, постоялий будинок.
- Полонка — колишнє власницьке село при річці Ставка, 195 осіб, 26 дворів, православна церква, постоялий будинок, водяний млин.
- Пуманів — колишнє державне та власницьке село, 361 особа, 49 дворів, православна церква, постоялий будинок.
- Радомисль — колишнє державне село, 928 осіб, 101 двір, 2 православних церкви, школа, постоялий будинок, маслоібйний завод.
- Ратнів — колишнє власницьке село при річці Чорногузка, 273 осби, 37 дворів, православна церква.

## Під владою Польщі
18 березня 1921 року Західна Волинь відійшла до складу Польщі. Волость продовжувала існувати як ґміна Полонка Луцького повіту Волинського воєводства в тих же межах, що й за Російської імперії та Української держави.
1 квітня 1929 р. колонію Воля Риканська вилучили з ґміни Ярославичі Дубенського повіту і приєднали до ґміни Полонка Луцького повіту.
1 квітня 1930 р. з ґміни Полонка до новоутвореної ґміни Княгининок передані села: Омеляник Великий, Омеляник Малий, Зміїнець, Черчиці й Кучкарівка (за винятком фільварку Кучкарівка), колонії: Омеляник, Баносівка, Гірка, Всеволодівка, Соф'янівка, Змінинець, Козин, Черчиці й Кучкарівка та прихисток Омеляник.
Польською окупаційною владою на території ґміни інтенсивно велася державна програма будівництва польських колоній і заселення поляками. На 1936 рік ґміна складалася з 33 громад:
1. Баїв — село: Баїв;
2. Баківці — село: Баківці;
3. Баківці — колонія: Баківці;
4. Боратин — села: Боратин Малий і Боратин Великий;
5. Боратин Чеський — колонія: Боратин Чеський;
6. Цеперів — село: Цеперів та колонія: Чеперів;
7. Гірка Полонка — село: Гірка Полонка та фільварок: Гірка Полонка;
8. Гнідава — село: Гнідава;
9. Гнідава — колонія: Гнідава;
10. Голешів — село: Голешів та селище: Полонка;
11. Городище — село: Городище та фільварок: Городище;
12. Озеряни Польські — колонія: Озеряни Польські;
13. Озеряни Чеські — колонія: Озеряни Чеські;
14. Коршовець — село: Коршовець;
15. Косцюшків — колонія: Косцюшків;
16. Лаврів — село: Лаврів та фільварки: Лаврів, Мар'янівка і Рикані;
17. Лучиці — село: Лучиці;
18. Мачки Волинські — село: Мачки Волинські;
19. Мачківці — село: Мачківці;
20. Мстишин — село: Мстишин;
21. Мстишин — колонія: Мстишин;
22. Новостав — село: Новостав;
23. Оздів — село: Оздів та залізнична станція: Янівка;
24. Полонка — село: Полонка, військове селище: Полонка, колонії: Гончарка і Звірків та залізнична станція: Гнідава;
25. Познанка — село: Познанка;
26. Пулганів — село: Пулганів та маєтки: Пулганів Перетятковича і Пулганів Зарембського;
27. Радомисль — село: Радомисль;
28. Ратнів — село: Ратнів, фільварок: Ратнів та колонія: Дідовець;
29. Рованці — село: Рованці;
30. Соснівець — село: Соснівець;
31. Суховоля — село: Суховоля;
32. Вербаїв — село: Вербаїв;
33. Вікторяни — село: Вікторяни.

Після радянської анексії західноукраїнських земель ґміна ліквідована у зв'язку з утворенням районів.